# Ruský ochranný sbor
Ruský ochranný sbor (rusky Русский охранный корпус) byl ruský vojenský útvar v druhé světové válce (1941), který bojoval proti jugoslávkým partyzánům a četnikům na území okupované Jugoslávie, kde se také střetl s Rudou armádou. Na konci války byl začleněn do ROA a zanikl rozpuštěním v zajateckém táboře v roce 1945.

## Příčiny vzniku útvaru
Hlavním důvodem zformování ROS byla vlna vražd ruských bílých emigrantů a jejich rodin v létě 1941 provedená jugoslávskými komunistickými partyzány. Útoky na bílé emigranty souvisely s tím, že jejich představitelé požadovali vyslání dobrovolníků na východní frontu do boje proti SSSR. Komunističtí partyzáni tak vnímali tyto emigranty jako přisluhovače nacistů. Dále také zastávali názor, že jugoslávskou královskou armádu Němci rozdrtili díky sabotáži bílých emigrantů. Příslušníci Ruského vševojenského svazu totiž vyučovali na jugoslávských vojenských školách a určovali tak částečně povahu armády. Bílí emigranti nesympatizovali s politikou nového režimu po provedeném vojenském převratu, který byl pak příčinou napadení Jugoslávie Němci. Po zahájení války pak bílí emigranti na základě výzvy vstoupili do jugoslávské královské armády, kde podle komunistické propagandy aktivní sabotáží zapříčinili její porážku.

## Politické ukotvení ROS
Z pohledu představitelů emigrace, a tedy i velení ROS, bylo předpokládáno, že se sbor rychle vypořádá s „komunistickými bandity“ a poté se bude podílet na porážce SSSR včetně obnovy předrevolučních pořádků. Vojáci a důstojníci pocházeli z řad bílých emigrantů, proto bylo politické zaměření ROS monarchistické. Cílem bylo, krom ochrany emigrantů v Jugoslávii, také svržení bolševismu v SSSR. Německo bylo považováno za spojeneckou sílu, protože bylo očekáváno, že ROS bude nasazen na východní frontě.
Na podzim 1941 velitel ROS generál Skorodumov o své vůli vyhlásil mobilizaci do ROS a vydával politická prohlášení o návratu do Ruska, což se nelíbilo německým úřadům a ty ho 14. září 1941 nechaly zatknout gestapem. Přitížily mu i četné protinacistické výroky.
Obecně příslušníci ROS měli špatný vztah k nacistické ideologii a k ustašovcům, kteří se podíleli na masakrech zejména Srbů, které se příslušníci ROS snažili chránit také.

## Formování
ROS se začal formovat v Bělehradě po porážce Jugoslávie v roce 1941 z ruských bílých emigrantů. Sbor se skládal ze zbytků ruské Wrangelovy krymské armády, která se na Balkán stáhla v letech 1921–1922. Zbytek cca 10 % sboru tvořili dobrovolníci z řad ruské mládeže v emigraci. V průběhu války byl ROS doplňován také sovětskými válečnými zajatci.
Generál major Michail Fjodorovič Skorodumov dne 12. září 1941 vydal po souhlasu německého velení rozkaz k vytvoření ruského sboru na ochranu emigrantů - civilistů. Proto také název obsahuje slovo ochranný. 15. září 1941 se po jeho zatčení stal velitelem ROS Boris Alexandrovič Štejfon, který dokončil jeho formování. Výsledný stav jednotky po formování byl celkem 11 197 mužů. Vojáci byli rozděleni do 11 pluků, z nichž 1 byl kozácký. Jejich příslušnost podle zemí, ve kterých emigranti do té doby žili:
| Hostitelská země     | Počet vojáků |
| -------------------- | ------------ |
| Srbsko               | 3 198        |
| Chorvatsko           | 272          |
| Rumunsko             | 5 067        |
| Bulharsko            | 1 961        |
| Maďarsko             | 288          |
| Řecko                | 58           |
| Polsko               | 19           |
| Lotyšsko             | 8            |
| Německo              | 7            |
| Itálie               | 3            |
| Francie              | 2            |
| Okupované části SSSR | 314          |

## Budování útvaru

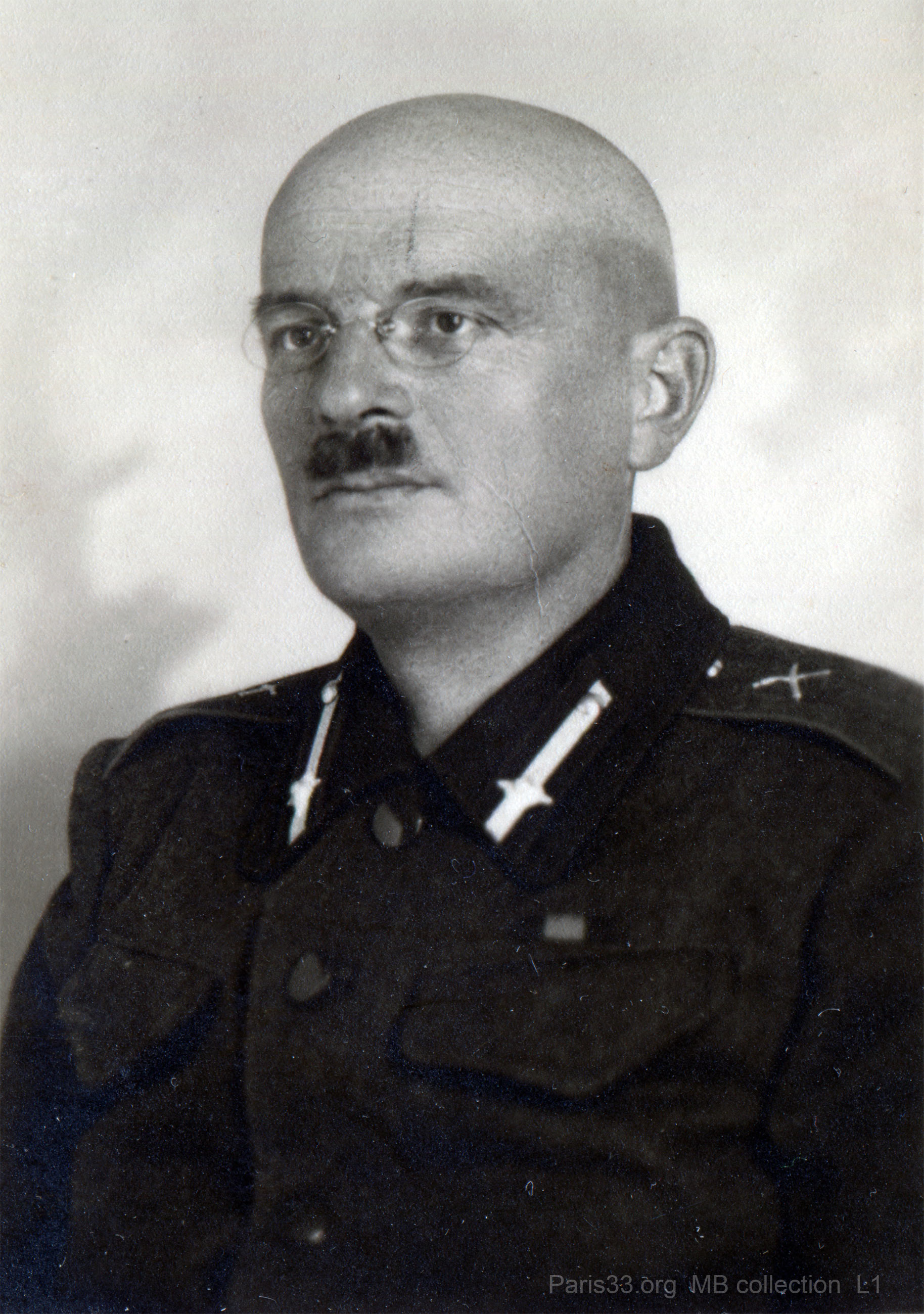
Příslušník ROS ve stejnokroji z roku 1942

ROS byl vyzbrojen trofejními zbraněmi z Československa zejména typické je užití československých helem.
Stejnokroje vojáků byly podle jugoslávské královské armády, ale byly doplněny ruskými insigniemi. Na čepice byly připevněny carské kokardy. Zpočátku byl výcvik prováděn podle předpisů platných v carské armádě, ale s ohledem na vývoj moderního válčení bylo nutné přejít na předpisy Rudé armády.
Zpočátku byl ROS podřízen německé okupační správě v Srbsku, následně byl 30. listopadu 1942 speciálním rozkazem začleněn do struktury wehrmacht a byly zavedeny německé vojenské předpisy, stejnokroje a německá označení. Vojáci ROS museli přísahat věrnost Vůdci. Velení zůstalo ruské a jako vojenský jazyk se používala ruština. Němečtí důstojníci neměli ve sboru disciplinární pravomoc a nezastávali ani velitelské funkce. Na velitelství sboru byli němečtí spojaři pro řízení komunikace s německými jednotkami, v plucích a praporech byli němečtí styční důstojníci a v rotách a četách němečtí instruktoři. Německému velení byl přímo podřízen pouze velitel sboru.
Důstojnický sbor byl připravován v Prvním ruském kadetském korpusu knížete Konstantina Konstantinoviče, který v Jugoslávii existoval v letech 1920–1944. U každého pluku byla také kadetní rota pro výcvik nováčků.
Prapor v ROS se skládal ze tří střeleckých rot (každá po 170 lidech, 16 lehkých a 2 těžké kulomety, 4 rotní minomety) a čety těžkých zbraní (4 těžké kulomety a 4 praporové minomety).
Každý pluk měl tři prapory a specializované útvary:
- dělostřelectvo (2 polní děla ráže 75 mm),
- protitankové dělostřelectvo (2-3 protitanková děla 37 mm),
- ženijní,
- jezdecký,
- spojařský.

Velitelé ROS:
| Pořadí | Fotografie | Jméno                         | Od             | Do                |
| ------ | ---------- | ----------------------------- | -------------- | ----------------- |
| 1.     |            | Michail Fjodorovič Skorodumov | 12. září 1941  | 14. září 1941     |
| 2.     |            | Boris Alexandrovič Štejfon    | 15. září 1941  | 30. dubna 1945    |
| 3.     |            | Anatolij Ivanovič Rogožin     | 30. dubna 1945 | 1. listopadu 1945 |

## Bojové nasazení
Bojové nasazení ROS lze rozdělit do tří základních etap:
1. podzim 1941 - jaro 1944 bezpečnostní služba na komunikacích německých jednotek ve východní Bosně a Srbsku.
2. jaro - podzim 1944 jednotky sboru se účastní rozsáhlých vojenských operací v rámci wehrmachtu a jeho spojenců namířených proti Titovým partyzánům v Srbsku a Bosně.
3. podzim 1944 - květen 1945 aktivní boje na frontě proti sovětským, bulharským jednotkám a také proti Jugoslávské lidové armádě.

Hlavním úkolem ROS byla ochrana civilistů, boj s partyzány, ochrana komunikací a významných vojenských objektů před četniky a titovskými partyzány. Samostatné části sboru byly rozmístěny po celém Srbsku, Bosně a Makedonii v průběhu let 1941–1945. V rámci svých úkolů v ochraně civilistů se dostal do střetu s ustašovskými milicemi a proitalskými albánskými bojůvkami na území Kosova. Docházelo také ke konfliktům se 7. dobrovolnickou horskou divizí SS Prinz Eugen při ochraně srbského obyvatelstva.
S přiblížením fronty po kapitulaci Rumunska a Bulharska na podzim 1944, a jejich následným přechodem na sovětskou stranu fronty, se ROS náhle ocitl v dosahu Rudé armády. Jeho prvním bojovým frontovým střetem bylo krytí ústupu německé armády z Řecka. V tomto boji se ROS střetl jak s jednotkami sovětských sil, tak s rumunskými i bulharskými, ale i se svými tradičními protivníky - patyzány. V boji s Rudou armádou ROS zaznamenal úspěchy v bitvě v župě Prahova, kde ukořistil 9 těžkých děl, 6 těžkých minometů, 32 automobilů a 70 dalších vozidel. Další prapor ROS ukořistil 2 těžká děla a těžké kulomety sovětské armády a podařilo se zajmout sovětské vojáky. Na podzim roku 1944 se 3. prapor 3. pluku pod velením generálmajora N. A. Petrovského dostal do obklíčení sovětskými tanky. Vojáci se pokusili probít, ale prapor při pokusu prorazit ztratil téměř všechny své muže.
V roce 1945 se sbor pod vedením Štejfona zúčastnil bojů se sovětskou 57. armádou a na frontě byl nasazen v německé Armádní skupině Jihovýchod. Bojoval společně s útvary slovinských dobrovolníků a 15. kozáckým jezdeckým sborem. ROS v bojích sloužil jako zadní voj a utrpěl značné ztráty.
V zimě 1944–1945 se Štejfon dohodl s generálem Vlasovem na zařazení ROS do sestavy Ruské osvobozenecké armády. ROS se v té době stáhl do Slovinska, neboť díky vysokým ztrátám utrpěla jeho bojeschopnost.
30. dubna 1945 zemřel hlavní velitel Štejfon a po jeho smrti se velitelem stal A. I. Rogožin. ROS se pod jeho velením probojoval do Rakouska, kde se vzdal britským jednotkám dne 12. května 1945. Počet zajatých vojáků byl 4 500. Členové ROS nebyli vydáni do SSSR, protože nebyli sovětskými občany, a proto se na ně nevztahovalo usnesení Jaltské konference. Vláda osovobozené Jugoslávie požadovala jejich vydání také. V zajateckém táboře členové ROS mohli mít malé množství zbraní, aby se mohli bránit proti útokům bývalých partyzánů.

## Velikost a ztráty sboru
Celkový počet těch, kteří prošli ROS je úvaděn 17 090 osob. Jednalo se tak o největší bílou emigrantskou formaci, která sloužila ve Wehrmachtu. Za celé období měl sbor ztráty 11 506 osob:
| Způsob ztráty                     | Počet |
| --------------------------------- | ----- |
| Zabito a zemřelo                  | 1 132 |
| Pohřešováno                       | 2 297 |
| Zraněno                           | 3 280 |
| Evakuováno pro nemoc a propuštěno | 3 740 |
| Odešlo bez povolení               | 1 057 |

## Po druhé světové válce
1. listopadu 1945 byl ROS oficiálně rozpuštěn. Po skončení zajetí většina příslušníků ROS emigrovala do západních zemí USA, Kanady, Brazílie, Argentiny a dalších. ROS byl transformován na Svaz příslušníků ruského sboru, který pro některé země měl název Unie svatého blahořečeného Alexandra Něvského.
Svaz prosazoval ideovou jednotu bývalých příslušníků ROS, poskytoval materiální pomoc členům v nouzi a prováděl protikomunistickou, protisocialistickou a vlasteneckou propagandu pro bílou emigraci. Od roku 1952 vycházel vojenský, politický a literární časopis (rusky) Наши Вести. Definitivně byla činnost Svazu ukončena v roce 1999.